# Jožka Stoklasa
Josef „Jožka“ Stoklasa (24. dubna 1911 Brno – 24. srpna 1988 Praha) byl český herec epizodních rolí a znalec moravského folklóru.

## Životopis
Josef Stoklasa absolvoval klasické gymnázium v Brně, nedokončil studia bohoslovectví a práv. Aktivně se věnoval veslování, atletice a jako vysokoškolský reprezentant v ragby se zúčastnil světových akademických her v Turíně v roce 1934. Ve 30. a 40. letech 20. století pracoval jako redaktor brněnského rozhlasu. Byl jedním ze zakládajících členů brněnského trampingu, konkrétně osady Osamělá hvězda (1929). Jeho první filmovou rolí byl Hřích mládí (1934), natočený brněnským divadelním režisérem Alešem Podhorským, v němž hrál spolu s Hanou Vítovou nebo Rudolfem Deylem mladším.
Po přestěhování do Prahy v 50. letech byl sólistou Československého státního souboru písní a tanců. Vystřídal různá zaměstnání související s oblastmi kultury (cesta kulturních pracovníků do Číny v roce 1953, podniky Moser, Ministerstvo spotřebního průmyslu). V 70. letech byl vedoucím-sklepmistrem první pražské vinárny se stáčeným vínem U sudu v Havelské ulici 21, kde se scházeli herci, výtvarníci a architekti. Byl členem Slováckého krúžku v Praze a rád amatérsky zpíval trampské písně, např. v Kruhu trampů-londonovců. Od roku 1975 hrál drobné role starých mužů a dědků ve 13 českých filmech.